# Lindale (Texas)
Lindale ist eine Stadt im Smith County im Bundesstaat Texas der Vereinigten Staaten. Das U.S. Census Bureau hat bei der Volkszählung 2020 eine Einwohnerzahl von 6.059 ermittelt.

## Geographie
Die Stadt liegt am U.S. Highway 69 im Nordosten von Texas, ist im Norden etwa 150 Kilometer von Oklahoma, im Osten rund 125 Kilometer von Louisiana entfernt und hat eine Gesamtfläche von 10,4 Quadratkilometern.

## Geschichte
Die Gegend wurde bereits vor 1873 besiedelt, bevor das Lyndale Postbüro eröffnet wurde. Im folgenden Jahr wurde der Name in Lindale geändert und 1875 bekam die Ansiedlung Anschluss an die International-Great Northern Railroad. Fünf Jahre später lebten hier 300 Einwohner und 1902 war der Ort mit 1200 Einwohnern die größte Stadt im County.

## Demografische Daten
Nach der Volkszählung im Jahr 2000 lebten in Lindale 2.954 Menschen. Davon wohnten 135 Personen in Sammelunterkünften, die anderen Einwohner lebten in 1.102 Haushalten und 794 Familien. Die Bevölkerungsdichte betrug 284 Einwohner pro Quadratkilometer. Ethnisch betrachtet setzte sich die Bevölkerung zusammen aus 88,2 Prozent weißer Bevölkerung, 6,9 Prozent Afroamerikanern, 0,5 Prozent amerikanischen Ureinwohnern, 0,7 Prozent Asiaten und 2,2 Prozent aus anderen ethnischen Gruppen; etwa 1,5 Prozent gaben gemischte Abstammung an. 4,5 Prozent der Bevölkerung waren spanischer oder lateinamerikanischer Abstammung.
Von den 1.102 Haushalten hatten 35,8 Prozent Kinder unter 18 Jahre, die im Haushalt lebten. 56,9 Prozent davon waren verheiratete, zusammenlebende Paare. 11,3 Prozent waren allein erziehende Mütter und 27,9 Prozent waren keine Familien. 24,9 Prozent aller Haushalte waren Singlehaushalte und in 11,2 Prozent lebten Menschen, die 65 Jahre oder älter waren. Die Durchschnittshaushaltsgröße betrug 2,56 und die durchschnittliche Größe einer Familie belief sich auf 3,06 Personen.
26,9 Prozent der Bevölkerung waren unter 18 Jahre alt, 7,8 Prozent von 18 bis 24, 27,1 % von 25 bis 44, 20,8 Prozent von 45 bis 64, und 17,3 Prozent die 65 Jahre oder älter waren. Das Durchschnittsalter war 37 Jahre. Auf 100 weibliche Personen aller Altersgruppen kamen 84,5 männliche Personen. Auf 100 Frauen im Alter von 18 Jahren und darüber kamen 80,5 Männer.
Das jährliche Durchschnittseinkommen eines Haushalts betrug 33.733 USD, das Durchschnittseinkommen einer Familie 38.787 USD. Männer hatten ein Durchschnittseinkommen von 31.538 USD gegenüber den Frauen mit 21.250 USD. Das Prokopfeinkommen betrug 14.825 USD. 11,9 Prozent der Bevölkerung und 9,6 Prozent der Familien lebten unterhalb der Armutsgrenze. Davon waren 16,1 Prozent Kinder und Jugendliche unter 18 Jahren und 10,9 Prozent waren 65 oder älter.

## Söhne und Töchter der Stadt
- Wally Brewster (* 1960), Diplomat